# Kragerø (Stadt)

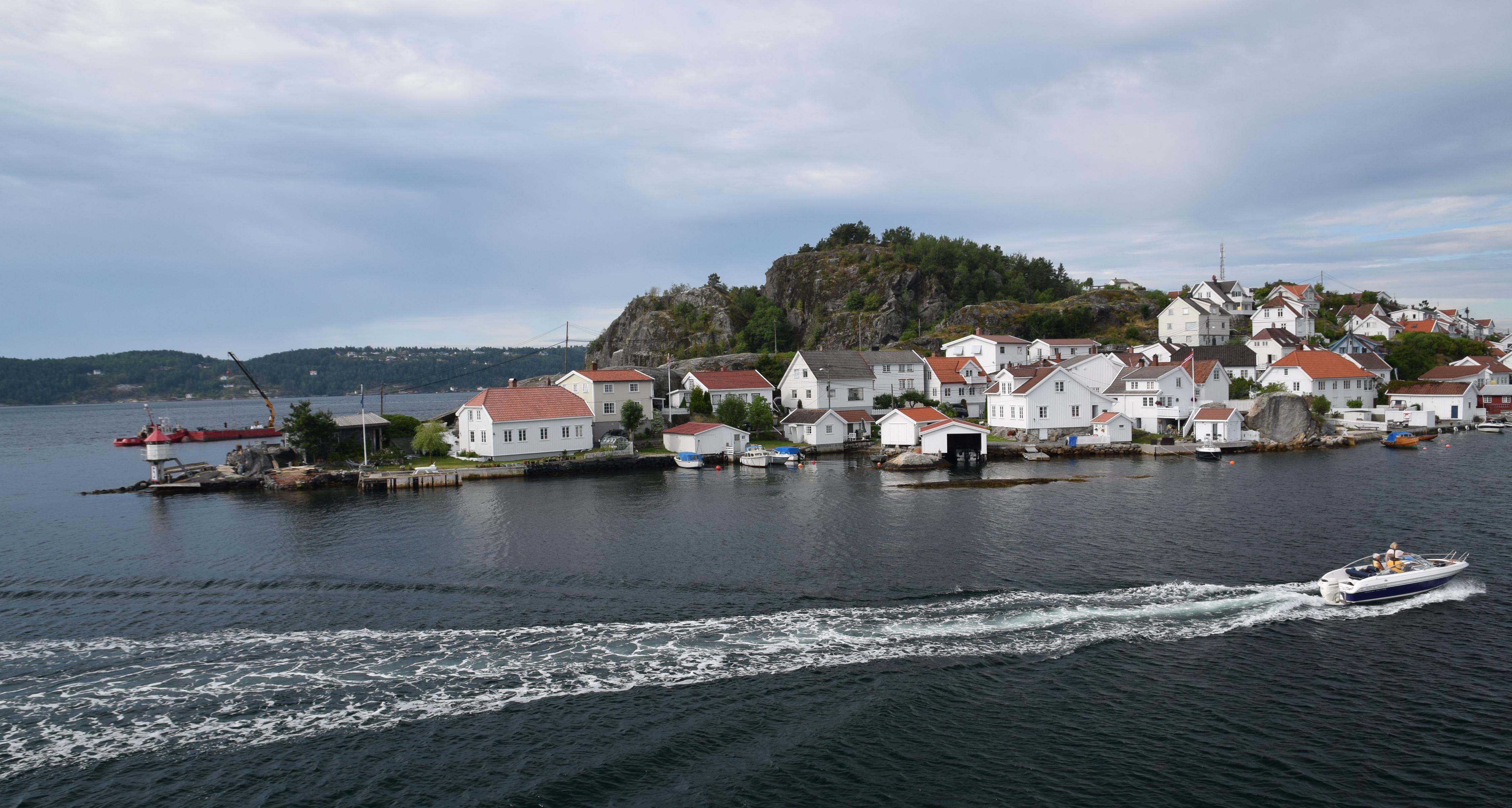
Ostseite der vorgelagerten Insel Øya

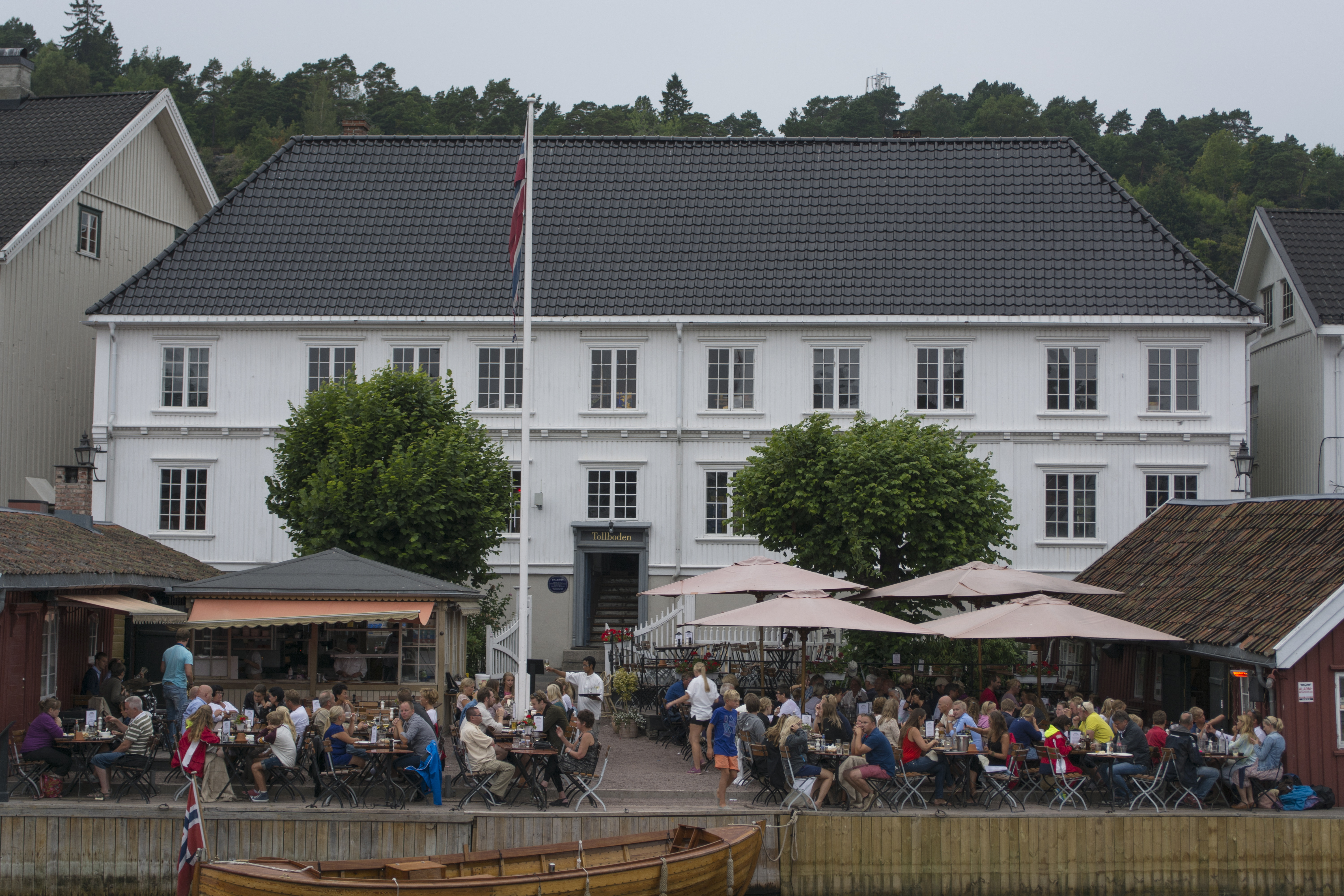
Café vor dem ehemaligen Zollhaus

Kragerø ist eine südnorwegische Kleinstadt an der Skagerrakküste in der Provinz Telemark. Der Ort ist das wirtschaftliche und administrative Zentrum der Kommune Kragerø. Im Sommer ist die Stadt stark durch den Tourismus geprägt.

## Name
Der Name leitet sich entweder von der altnordischen Form „Krákarøy“ von Krähen bzw. Raben auf den Inseln ab (øy bedeutet Insel) oder vom altnordischen Begriff „Krag“ für Klippen und Felsen.

## Geografie
Kragerø liegt in der typisch hügeligen Küstenlandschaft Südnorwegens. Der Storkollen ist mit 153,8 m die höchste Erhebung im Stadtgebiet. Der Steinmann im Rücken der Altstadt erreicht eine Höhe von 68 m. Die höchste Erhebung der im Süden vorgelagerten Insel Øya, deren Name einfach Insel bedeutet, ist Veten mit 51 m. Bei Øya treffen die Fjorde Bærøy- und Kragerøfjord zusammen. Im Nordosten und Nordwesten der Stadt befindet sich der Karlstadkilen. Er unterteilt sich in die Buchten Ytre Kalstadkilen und Indre Kalstadkilen.
Die Stadt Kragerø liegt größtenteils auf einer Halbinsel im Schärengarten. Der Holm Gunnarsholmen gehört wie auch Øya zum Stadtgebiet. Das Zentrum Kragerøs befindet sich an der Südostküste der Halbinsel. Im Norden liegt der Stadtteil Lona, im Südwesten Bjønebyen und ganz im Westen Karlstad.
Südlich des Stadtteils Lona befindet sich das Feuchtgebiet Holmmyra mit dem See Kalstadtjenna. Es gehört zum 12,5 ha großen Tier- und Pflanzenschutzgebiet Frydensborg. An den Südhängen des Storkollens liegt ein 4,7 ha großes Naturschutzgebiet, das im Juni 2006 eingerichtet wurde. Es besteht hauptsächlich aus Nadel- und Mischwald.

## Geschichte
Kragerø war im 17. Jahrhundert ein aufstrebender Küstenort, der den Stadtrechten Skiens unterlag. Alle öffentlichen Einrichtungen und Privilegien oblagen der rund 60 km entfernten Stadt. Mit der aufstrebenden Holzindustrie wurde Kragerø zusammen mit dem nahe liegenden Ort Sannikedal ein wichtiger Ausfuhrhafen. Mitte des Jahrhunderts legte der Holländer Gabriel Marselius vor den Toren Kragerøs ein Eisenbergwerk an, das allgemein nur unter dem Namen Cragerøes Berckverk bekannt war. Im Jahr 1651 bekam der Ort eine eigene Kirche. Das Misstrauen gegenüber der Stadt Skien wuchs und Kragerø wollte seine Unabhängigkeit. Nils Søfrensen, seinerzeit der mächtigste Mann in Kragerø, schaffte es durch seine guten Kontakte, unter anderem zu Norwegens Statthalter Ulrik Fredrik Gyldenløve, zum Königshof in Kopenhagen vorgelassen zu werden. Dort trug er die Bitte für die Stadtrechte Kragerøs vor und bot dem König an eine Galeere mit fünf Kanonen zu bauen und der Krone zu schenken. Daraufhin erhielt Kragerø am 16. Januar 1666 die Stadtrechte. Bis zum 20. Jahrhundert war der Ort ein bedeutender Ausfuhrhafen, aus diesem Grunde war Kragerø auch Sitz eines deutschen Konsuls.
Im 19. und 20. Jahrhundert war Kragerø eines der Zentren des Exports von Natureis. In der Umgebung der Stadt gab es mindestens 35 Produktionsstätten für Natureis (Eisteiche und Eisdämme) und allein im Jahr 1899 wurde Eis in einem Volumen von 135300 Registertonnen ausgeführt. Der Handel ging sowohl nach Großbritannien und Frankreich, wie auch in wärmeren Wintern nach Deutschland.

## Bevölkerung

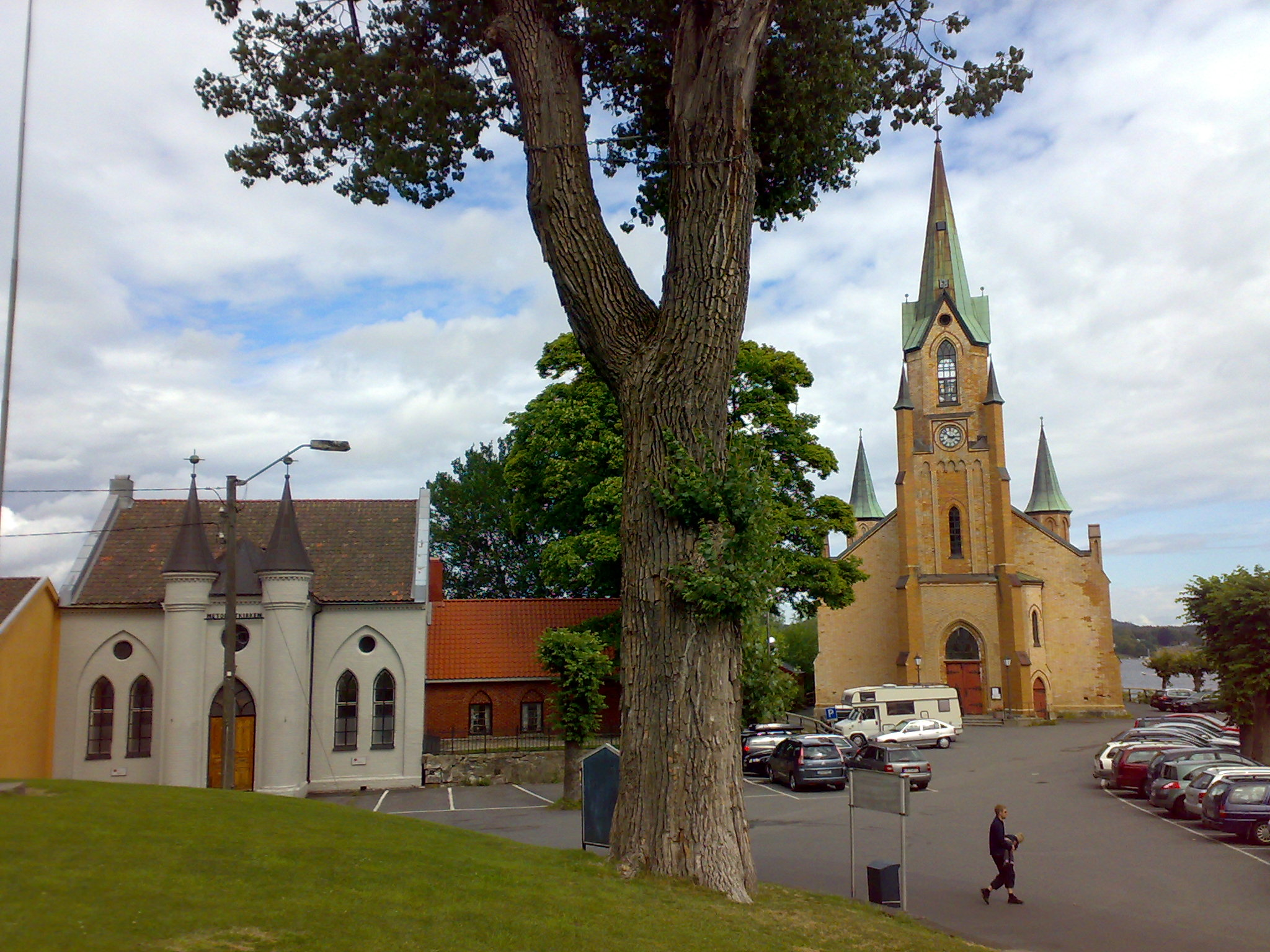
Methodistenkirche (links) und die neugotische Kragerø Kirche (rechts)

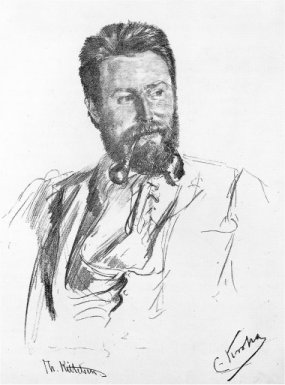
Theodor Kittelsen gemalt von Christian Krohg

### Religion
Neben der evangelisch-lutherischen Kragerø Kirche gibt es eine Methodistenkirche und eine Pfingstkirche. Alle drei Gebäude stehen direkt nebeneinander.

### Söhne und Töchter der Stadt
- Theodor Kittelsen (1857–1914), Maler
- Knud Wefald (1869–1936), Kongressabgeordneter der Vereinigten Staaten
- Per Mathiesen (1885–1961), Turner
- Kirsten Heiberg (1907–1976), norwegisch-deutsche Sängerin und Schauspielerin. Ihre Grabstelle befindet sich auf dem örtlichen Friedhof.
- Turid Jørgensen, Musikerin in der Band Katzenjammer

### Bekannte die vor Ort gewirkt haben

#### John William Edy
Im Jahr 1800 war der englische Maler John William Edy in Norwegen unter anderem besuchte er Kragerø. Hier entstand das Bild Town of Krageröe, welches 1820 im Bildband Boydell's Picturesque Scenery of Norway veröffentlicht wurde.

#### Edvard Munch
Nach einem Nervenzusammenbruch und einem Aufenthalt in einer psychiatrischen Klinik in Kopenhagen, kam der Maler Edvard Munch im Sommer 1909 nach Kragerø. Bis 1915 lebte er zeitweise in der Küstenstadt. Hier entstanden unter anderem die Werke Christian Gierløff und Skibsopphugging sowie zahlreiche Grafiken.

## Wirtschaft und Infrastruktur

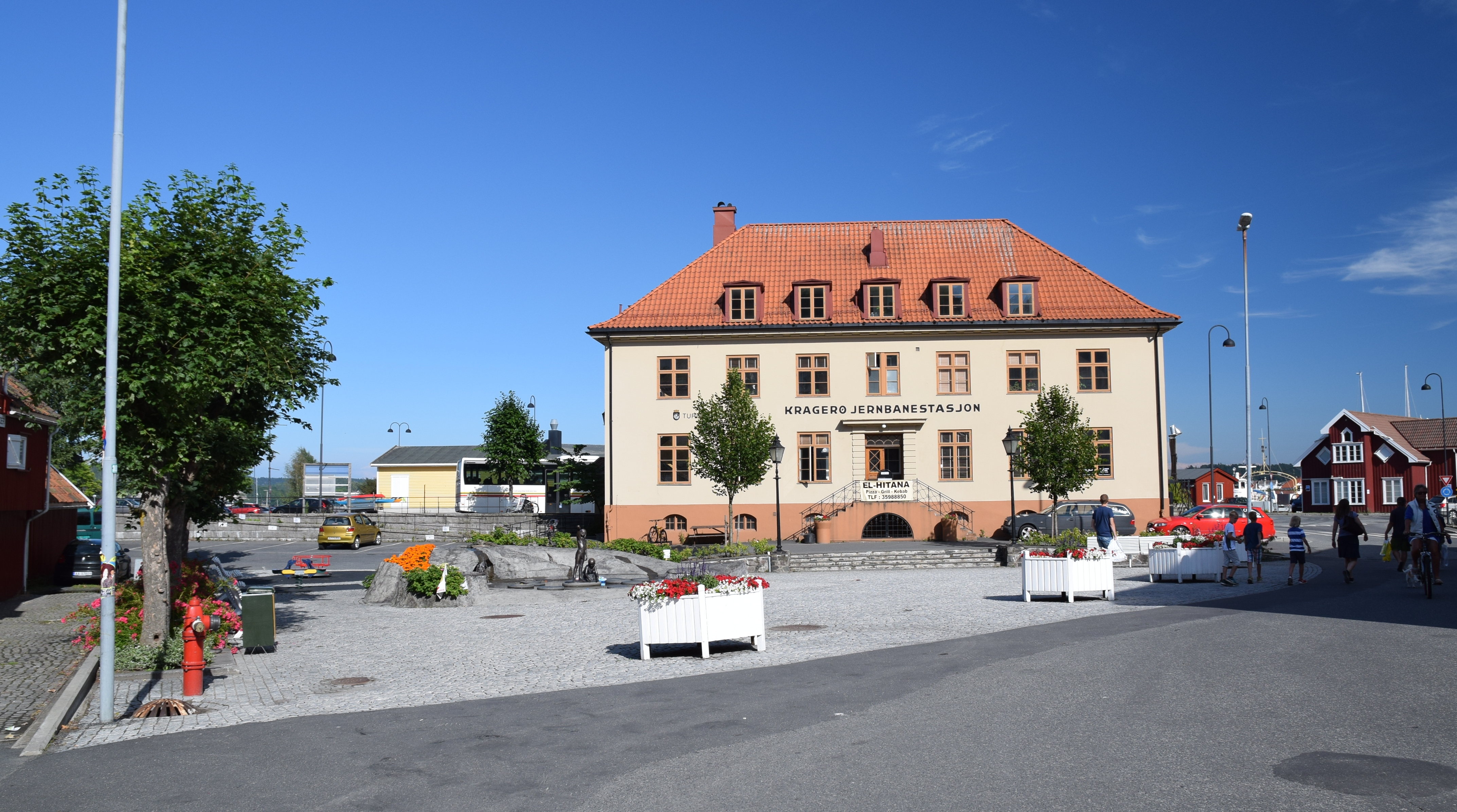
Bahnhofsgebäude

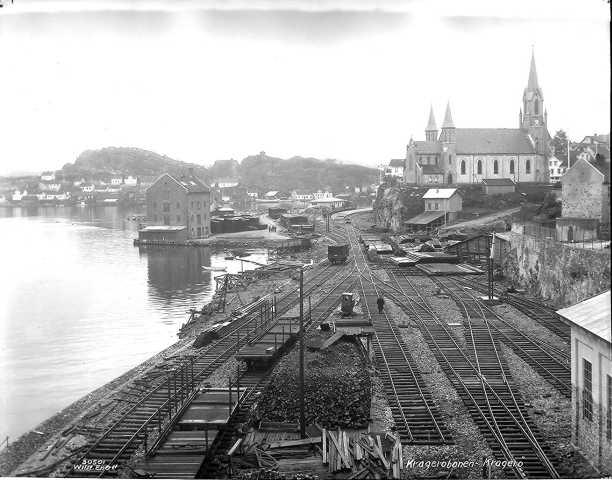
Kragerøbanen und Kragerø Kirche im Jahr 1927

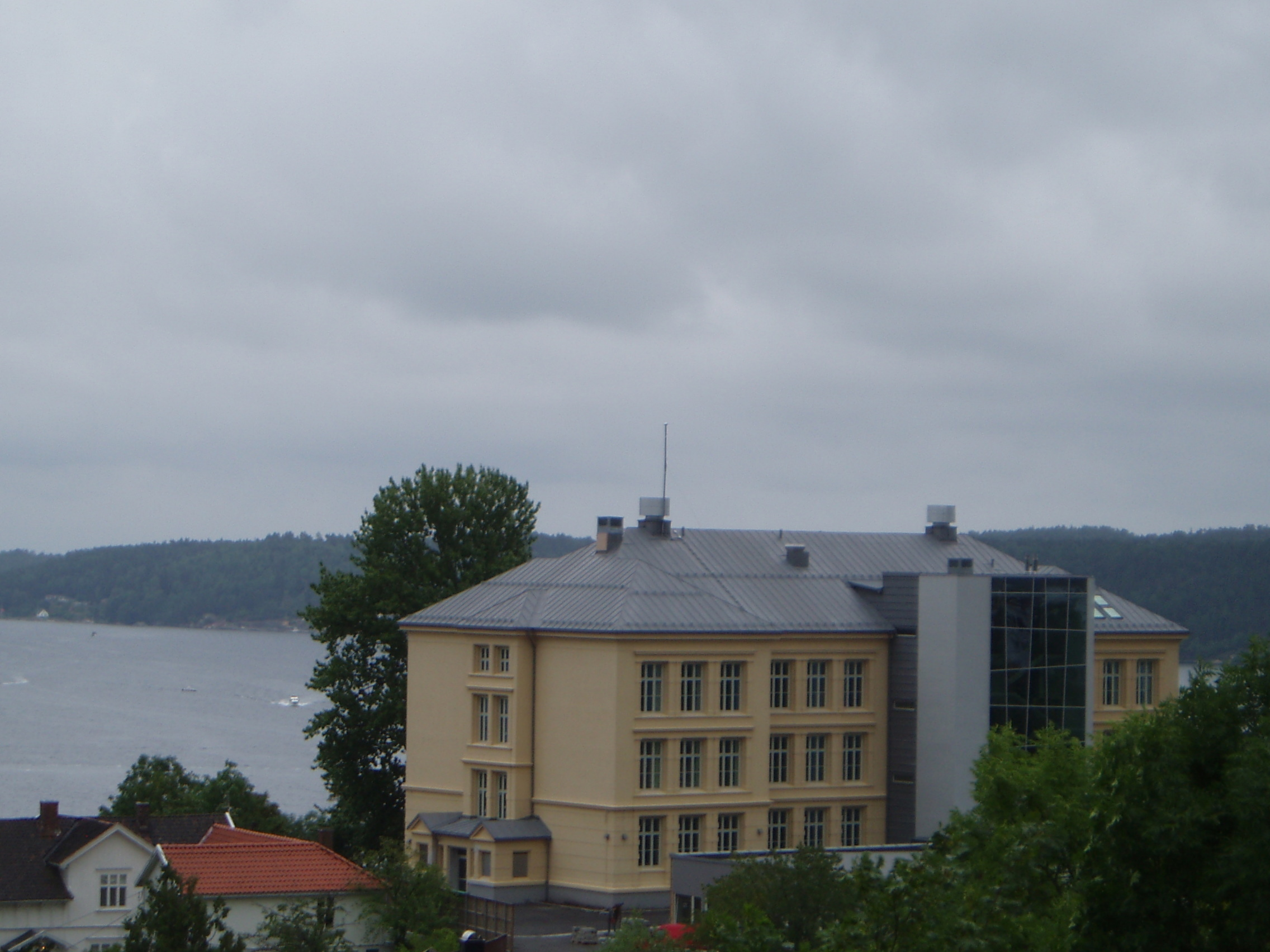
Kragerø skole

### Verkehr
Der Fylkesvei 38 führt nach Kragerø und bildet zusammen mit dem Fylkesvei 253 einen Ring innerhalb der Stadt. Zu den Inseln Øya und Gunnarsholm besteht eine Brückenverbindung. In Kragerø starten auch die Fährverbindungen zu den vorgelagerten Inseln Bærøy, Langøy, Gumøy, Skatøy, Tåtøy und Jomfruland sowie nach Stabbestad auf dem Festland südlich des Kilfjords.
Im Zentrum der Stadt befindet sich das alte Bahnhofsgebäude der stillgelegten Kragerøbanen. Sie führte zwischen 1927 und 1988 als Nebenstrecke der Sørlandsbanen von Neslandsvatn über Sannikedal bis zur Endstation Kragerø. Nach der Stilllegung entfernte man die Gleisabschnitte innerhalb Kragerøs und nutzte sie zu Straßen und Fahrradwegen um.

### Tourismus
In den Sommermonaten ist der Tourismus ein wichtiger Wirtschaftszweig. Die Touristeninformation befindet sich im ehemaligen Bahnhofsgebäude im Zentrum der Stadt.

### Medien
Die Zeitung Kragerø Blad wurde 1864 gegründet und erschien in zwei Ausgaben, høyre und venstre. 1997 übernahm Orkla Media beide Zeitungen und vereinte sie ein Jahr später zum Kragerø Blad Vestmar. Das Dragendal Blad aus der gleichnamigen Nachbargemeinde wurde 1999 aufgekauft. Im Jahr 2006 ging Orkla Media in den britischen Mecom-Konzern auf. Dieser vertrieb die Zeitung nun unter dem Label Edda Media. Mit einer Auflage von 4.577 Stück im Jahr 2008, erschien die Zeitung drei Mal wöchentlich. Ende 2011 übernahm A-pressen Edda Media.

### Bildung
In Kragerø befinden sich mehrere Kindergärten, sowie zwei Grundschulen, die Kragerø skole (Klasse 1–10) und die Karlstad skole (Klasse 1–7). Die Weiterführende Schule beherbergt die Klassen 9 bis 11. Des Weiteren gibt es eine Kunstschule, die Kragerø Kunstskole, in der Stadt.

## Kultur und Sehenswürdigkeiten

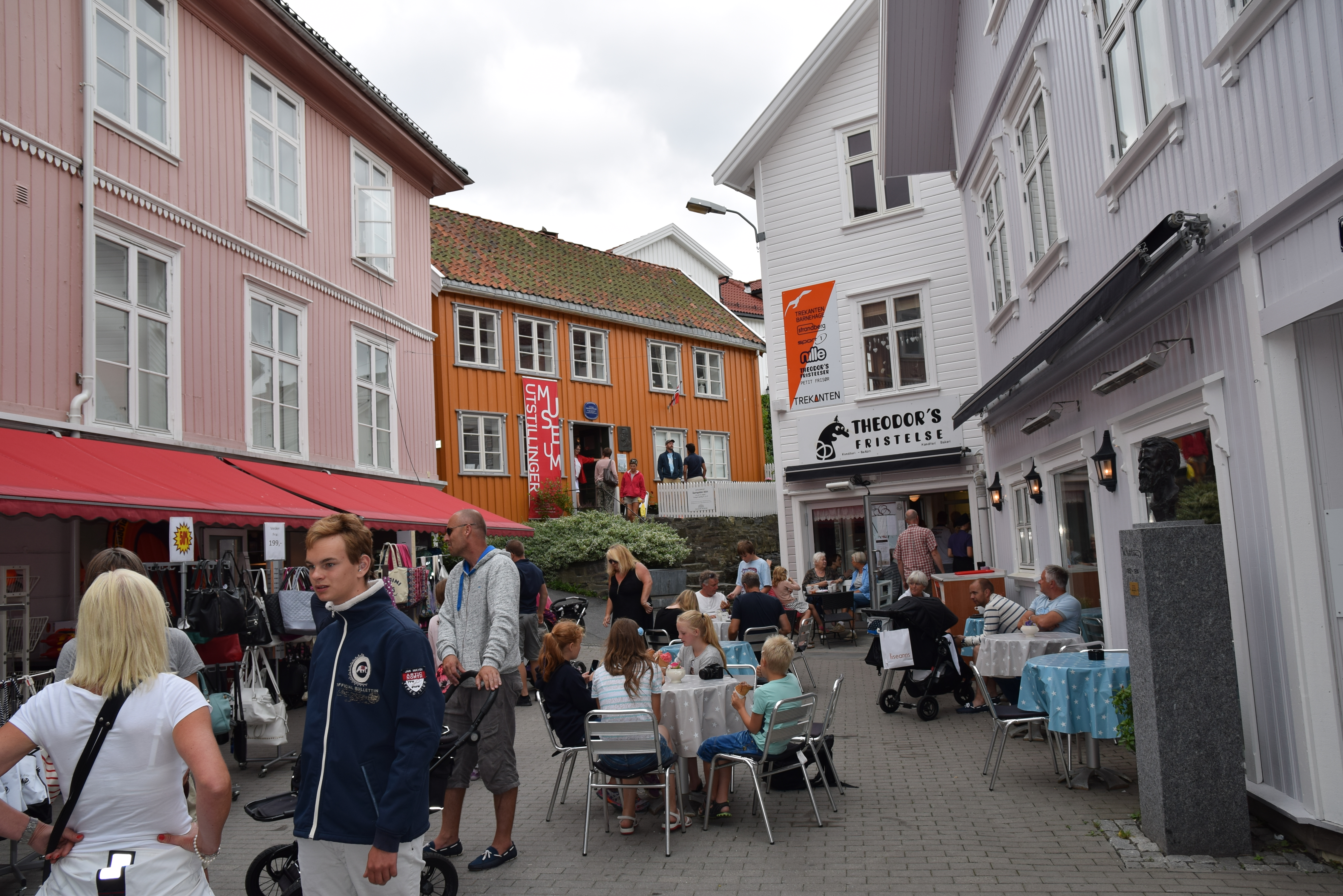
Theodor Kittelsen Platz

### Theater und Museen
- das Theodor-Kittelsen-Haus, in der Nähe des Marktes gelegen; das Geburtshaus des Malers zeigt einige seiner Werke
- das Stadtmuseum Berg befindet sich auf Anwesen Berg, nördlich der Stadt
- Stadtwanderweg „Edvard Munch“ mit zahlreichen Informationstafeln

### Bauwerke
- das Küstenfort Gunnarsholm, im 17. Jahrhundert zum Schutz vor Seeräubern angelegt
- Dybedalsgruva – Bergwerk, sie ist Teil Gea Norvegica Geoparks[16]

### Sport
In Kragerø gibt es mehrere Sportanlagen, darunter befinden sich ein Sportplatz und eine Turnhalle. Der Verein Kragerø IF fördert die Sportarten Handball, Fußball, Ski, Turnen und allgemeinen Freizeitsport. Des Weiteren gibt es einen Taucherklub. Im Jahr 1885 wurde in Norwegen der Fußball eingeführt, das erste Turnier trug man in Kragerø aus.

### Regelmäßige Veranstaltungen
- Red Bull Cliff Diving – im Jahr 2014 zum vierten Mal auf der Øya veranstaltet[20]
- Hafenfestival